# Mangora novempupillata
Mangora novempupillata är en spindelart som beskrevs av Cândido Firmino de Mello-Leitão 1940. 
Mangora novempupillata ingår i släktet Mangora och familjen hjulspindlar. Inga underarter finns listade i Catalogue of Life.